# Завгородній Олександр Вікторович
Олекса́ндр Ві́кторович Завгоро́дній (4 жовтня 1969, смт. Балабине, Запорізька область, Українська РСР, СРСР) — український залізничник, виконувач обов'язків голови правління АТ «Укрзалізниця» з 2015 року по 30 березня 2016 року. Заслужений будівельник України (2003).

## Життєпис
Закінчив Дніпропетровський державний технічний університет залізничного транспорту за спеціальністю інженер-електрик. 
Трудову діяльність розпочав у 1993 році на Придніпровській залізниці, отримавши посаду старшого електромеханіка. 
У 2002 році призначений на посаду головного інженера залізниці, обіймаючи яку розробив та впровадив систему охорони праці на підприємстві, забезпечив ефективне виконання програми ресурсозбереження тощо.
У 2011 році здобув освіту у сфері інтероперабельності, безпеки та сертифікації на залізничному транспорті. Того ж року захистив кандидатську дисертацію на тему «Підвищення функціональної безпеки рейкових кіл шляхом забезпечення їх електромагнітної сумісності з тяговою мережею».
З 2013 року працював начальником управління Укртрансінспекції в Запорізькій області. Сприяв розробці та впровадженню загальнодержавних програм із підвищення безпеки на наземному транспорті. За рік роботи вивів підрозділ з 16-го на 6-те місце серед 25 інспекцій по Україні.
1 липня 2015 року обійняв посаду заступника генерального директора Державної адміністрації залізничного транспорту України, а вже 7 липня відповідно до наказу Міністерства інфраструктури № 253 його було призначено виконуючим обов'язки генерального директора «Укрзалізниці» та головою комісії з реорганізації підприємства.
30 березня 2016 року звільнений з посади виконуючого обов'язки голови правління АТ «Укрзалізниця».
У 2024 році обманом привласнив кошти у м.Гостомель найнятих робітників, для реконструкції об'єктів,понад 200 тис. Грн., не сплативши людям заробітню плату та податки за найманих робітників згідно пцд. Розвиваючи шалену корупцію, разом зі своїм "гнилим "сімейством .

## Відзнаки та нагороди
- Почесна грамота Кабінету Міністрів України (3 листопада 2004) — за вагомий особистий внесок у забезпечення розвитку залізничного транспорту, багаторічну сумлінну працю та з нагоди професійного свята — Дня залізничника[4]
- Заслужений будівельник України (11 лютого 2003)[5]